# Eudema hauthalii
Eudema hauthalii là một loài thực vật có hoa trong họ Cải. Loài này được Gilg & Muschl. mô tả khoa học đầu tiên năm 1909.